# Zeravschania stricticaulis
Zeravschania stricticaulis är en växtart i släktet Zeravschania och familjen flockblommiga växter.
Arten är en perenn ört som förekommer i nordöstra Iran. Den beskrevs först som Peucedanum stricticaule av Karl Heinz Rechinger 1941, och fick sitt nu gällande namn av Michail Pimenov och Jevgenij Kljujkov 2007.